# ألبرت رودريغيز
ألبرت رودريغيز (12 فبراير 1986 أندورا لا فيلا أندورا - ) هو لاعب كرة قدم أندوري، يلعب كلاعب وسط.

## مسيرته

### مسيرته مع المنتخبات الوطنية
- 2005 - 2005 لعب مع منتخب أندورا لكرة القدم مباراة.

## روابط خارجية
- ألبرت رودريغيز على موقع ناشيونال فوتبول تيمز (الإنجليزية)
- ألبرت رودريغيز على موقع Soccerway.com (الإنجليزية)